# أنتوني ليكوينت
أنتوني ليكوينت (بالفرنسية: Anthony Lecointe)‏ (مواليد 5 أكتوبر 1980 في بولون سور مير - فرنسا) لاعب كرة قدم فرنسي يلعب حاليا لصالح نادي الدرجة الأولى بولوني الفرنسي منذ 2003 في مركز قلب الدفاع .

## روابط خارجية
- أنتوني ليكوينت على موقع قاعدة بيانات كرة القدم.إي يو (الإنجليزية)
- أنتوني ليكوينت على موقع ليكيب (الفرنسية)